# 天主教金斯頓總教區 (加拿大)
天主教金斯頓總教區（拉丁語：Archidioecesis Regiopolitana）是羅馬天主教在加拿大一個教省總教區，下轄三個教區。是加拿大第一個英語教區。
總教區位於安大略東南部。2006年有教友117,800人，佔轄區總人口36.7%。教區下轄五十一個堂區，有八十六名司鐸。現任總主教為彌額爾·穆爾霍爾，榮休總主教為伯萊登·彌額爾·奧布賴恩。
1819年7月12日成立上加拿大宗座代牧區，1826年1月27日升為教區。1889年12月28日升為總教區。